# Colostygia pallescens
Colostygia pallescens är en fjärilsart som beskrevs av Edward Alfred Cockayne 1950. Colostygia pallescens ingår i släktet Colostygia och familjen mätare. Inga underarter finns listade i Catalogue of Life.